# Gullfiber
Gullfiber är en tillverkare av isoleringsprodukter. Företaget har efter uppköp bytt namn till Saint-Gobain Isover AB, men produktionen av glasull sker fortfarande i Billesholm där man tidigare även producerat cellplast.
Höganäsbolaget var en stor arbetsgivare i Billesholm fram till 30-talet och när bolagets gruvdrift lades ner startades 1933 dotterbolaget Billesholms Glasulls AB som en ersättningsindustri.
Den 7 april 1961 sålde Höganäsbolagen samtliga aktier till AB Gullhögens bruk i Skövde, som i huvudsak tillverkade cement. Vid tidpunkten för försäljningen bytte företaget namn till Gullhögens Mineralull AB hade företaget hade tillverkning, förutom i Billesholm, även i Söråker.
Redan i slutet av 50-talet började företaget ett samarbete med Saint-Gobain tillverkningen av glasull baserade sig på deras licenserade metod att framställa microtunna mineralullsfibrer.
Två år efter försäljningen till Gullhögens, 1963, blir Saint-Gobain blir delägare och ytterligare två år senare, 1967, ändras varumärket till Gullfiber.
Sedan 1986 är den franska Saint-Gobainkoncernen ensam ägare och år 2001 bytte företaget namn till Saint-Gobain Isover AB. Produktionen av glasull finns kvar i Billesholm i nordvästra Skåne, men produktionen i Söråker, som startade 1957 lades ner på 1980-talet.
Dotterbolaget Gullfiber Akustik AB byter 1988 namn till Ecophon AB.
Varumärket Gullfiber ändrades först till ISOVER Gullfiber 1999 och år 2000 byter företaget namn till Saint-Gobain ISOVER AB. 2002 försvinner namnet Gullfiber helt, då varumärket ändras till ISOVER och 2016 byter företaget namn igen till Saint-Gobain Sweden AB då man köpt upp ytterligare varumärken.
Cellplast och stenull tillverkas inte längre av företaget.